# Toks Olagundoye

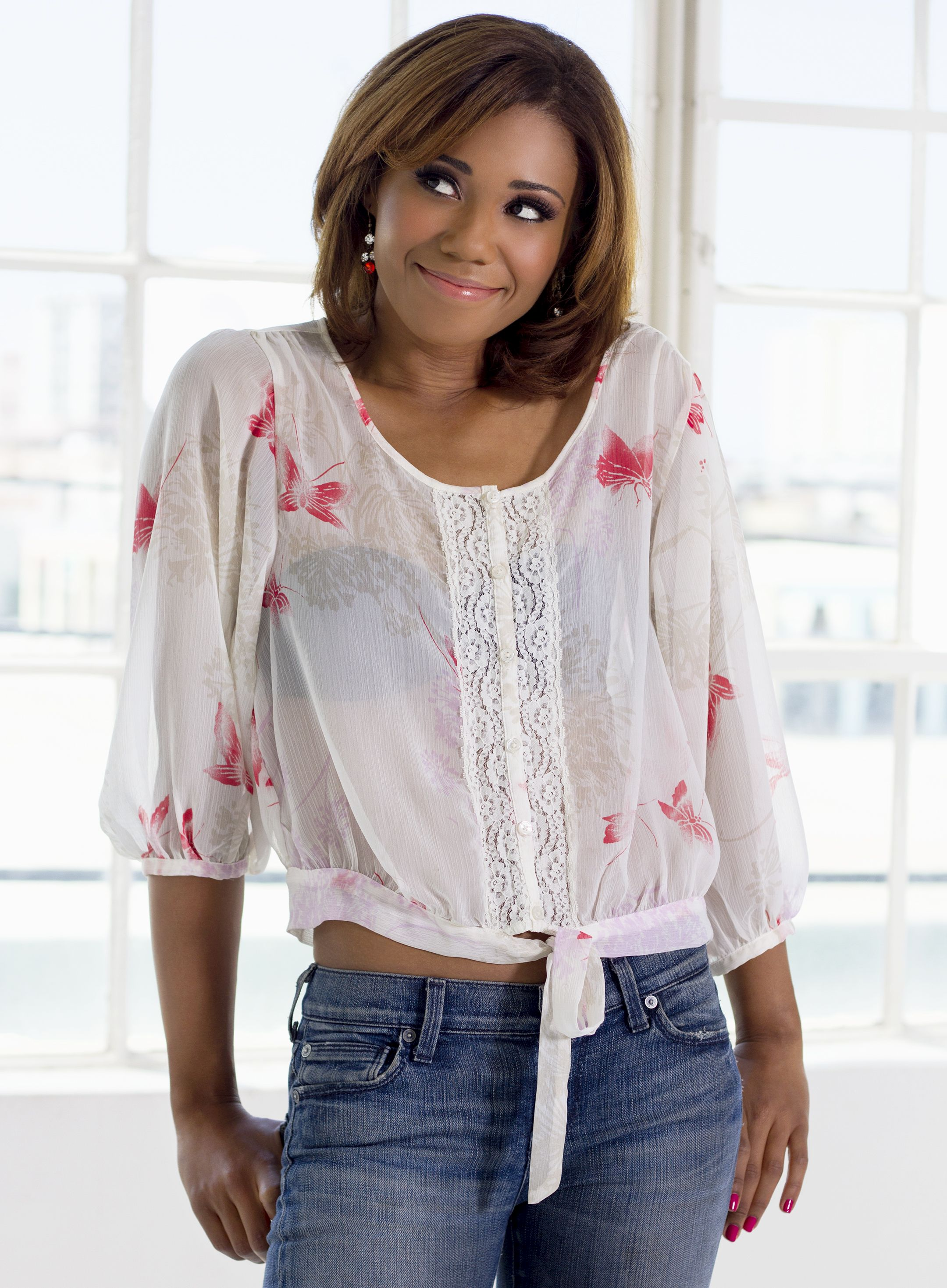
Toks Olagundoye 2013

Olatokunbo Susan Olasobunmi Abeke „Toks“ Olagundoye (* 16. September 1975 in Lagos, Nigeria) ist eine nigerianische Schauspielerin, Autorin und Produzentin. Bekannt wurde sie durch die Fernsehserien Castle und The Neighbors.

## Leben
Olagundoye wurde in Lagos, Nigeria geboren. Sie hat eine norwegische Mutter und einen nigerianischen Vater. In ihrer Kindheit wurde sie in Nigeria, der Schweiz und in England unterrichtet. Sie schloss ein Studium am Smith College in Bachelor of Fine Arts in theatre ab.
Olagundoye gab ihr TV-Debüt im Jahr 2002, im selben Jahr war sie auch erstmals auf der Kinoleinwand zu sehen. Olagundoye hatte Gastrollen in Ugly Betty, Law & Order, CSI: NY, Switched at Birth, NCIS: Naval Criminal Investigative Service und Prime Suspect.
2012 wurde Olagundoye für die Sitcom The Neighbors gecastet.
Olagundoye war ab 2015 fester Bestandteil des Casts der Krimiserie Castle, in der sie die Rolle der Hayley Shipton spielte.
Seit dem 16. Mai 2015 ist Toks mit Sean Quinn, den sie auf Twitter kennengelernt hatte, verheiratet.

## Filmografie (Auswahl)

### Filme
- 2002: Brown Sugar
- 2005: The Salon
- 2009: Absolute Trust
- 2010: Mom Squad (Kurzfilm)
- 2010: Dorito-hibition! (Kurzfilm)
- 2011: Most Wanted
- 2011: Come Back to Me
- 2011: Life Begins at Rewirement (Kurzfilm)
- 2012: A Beautiful Soul
- 2012: Democracy at Work
- 2015: Salem Rogers (Fernsehfilm)
- 2018: Year 3000
- 2018: Dog Days
- 2020: Carmen Sandiego – To Steal or Not to Steal (Fernsehfilm)
- 2022: Rise of the Teenage Mutant Ninja Turtles: The Movie (Stimme)
- 2022: Beavis and Butt-Head Do the Universe (Stimme)
- 2024: ClearMind

### Serien
- 2002: The Education of Max Bickford (Episode: An Open Book)
- 2004, 2010: Law & Order (2 Episoden)
- 2006: 3 lbs (Episode: Of Two Minds)
- 2008: Ugly Betty (Episode: Bad Amanda)
- 2010: CSI: NY (Episode: Hide Sight)
- 2011: Switched at Birth (Episode: The Persistence of Memory)
- 2011: Navy CIS (NCIS, Episode: Safe Harbor)
- 2011: Prime Suspect (Episode: Wednesday’s Child)
- 2012–2014: The Neighbors (44 Episoden)
- 2014–2018: Steven Universe (7 Episoden)
- 2015: The Fosters (2 Episoden)
- 2015–2016: Castle (22 Episoden)
- 2016: Vixen (2 Episoden, Stimme)
- 2017–2021: DuckTales (Stimme von Mrs. Beakley, 28 Episoden)
- 2019: Veep – Die Vizepräsidentin (Veep, 5 Episoden)
- 2019: Crazy Ex-Girlfriend (2 Episoden)
- 2019–2021: Carmen Sandiego (Stimme von Countess Cleo / News Announcer, 23 Episoden)
- 2020–2021: Shameless (3 Episoden)
- 2021: The Rookie (6 Episoden)
- 2021: Arcane (Stimme von Mel Medarda)
- 2023: Pantheon (2 Episoden, Stimme)
- 2023–2024: Frasier

### Videospiele
- 2014: Game of Thrones … als Stimme von Beskha